# Аџоу Денг
Аџоу Денг (енгл. Ajou Deng; Вав, Судан, сада Јужни Судан, 22. март 1978) је професионални кошаркаш, брат НБА звезде Мајами Хита Луола Денга. Наступа за кошаркашку репрезентацију Велике Британије. Тренутно игра у словачком тиму Славију Ту Кошице. Висок је 211 цм и игра на позицији центра.

## Каријера
- 2008-данас Славија Ту Кошице
- 2007 — 2008 Гилдфорд хит
- 2006. Гилдфорд хит
- 2005. Скотиш рокси
- 2004 — 2005 Брајтон берси
- 2001 — 2003 Ферфилд стегси
- 1998 — 2001 Конектикат хаскији